# Лі І

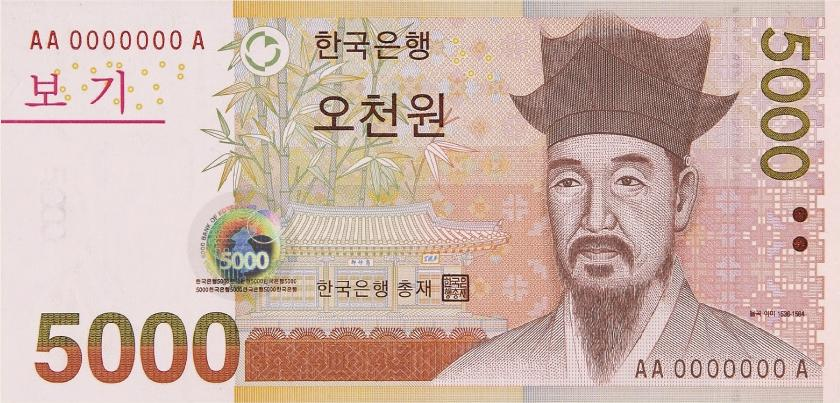
Купюра номіналом 5000 вон Південної Кореї

Лі І (кор. 이이, 26 грудня 1534, Канвондо — 1584) — корейський політичний діяч, реформатор, письменник і філософ-неоконфуціанець, відомий своєю боротьбою з корупцією в середньовічній Кореї. Письменницький псевдонім Юльгок (律曲 — Каштанова долина). Тому часто звався також Лі Ільгок (이율곡).

## Життя та творчість
Народився у місті Каннин у шляхетній та багатій родині. Мати його, Шін Саімдан, була відомою художницею, поетесою та каліграфом, батько обіймав посаду державного радника, а дядько, Лі Чжі протягом 1549—1551 років був главою уряду корейської держави. Коли Сін була ним вагітна, їй наснився сон про білого дракона, і поетеса його інтерпретувала як пророцтво великого майбутнього для її сина. Заради здійснення цієї «обіцянки згори» вона, не шкодуючи коштів та власного часу, постаралася дати Лі І чудове виховання та освіту. Вже у віці семи років хлопчик прочитав твори всіх 13 класиків конфуціанства, «Тринадцятикнижжя». У 13 років він складає перший іспит на здобуття посади чиновника. Син Саімдан померла, коли її синові виповнилося 16 років. У Кореї вона досі залишається символом материнської любові та турботи.
Після смерті матері Лі на три роки віддаляється в гори Кумгансан і тут вивчає буддизм, що для сім'ї з конфуціанськими традиціями було незвичайно. Однак, повернувшись, він знову присвячує себе конфуціанським штудіям. У 22 роки Лі І одружується. Наступного року він відвідує вченого-конфуціанця Лі Хвана, керівника Тосан Совон — однієї з неоконфуціанських академій біля міста Андон. У наступні роки Лі І з відзнакою склав решту іспитів на заміщення державних посад. Його дипломну роботу «Книга Небесного Шляху» (천도책) у Кореї вважають зразком літературної творчості XVI століття. У ній вчений викладає свої погляди на історію, а також на мистецтво державного управління згідно з конфуціанським вченням і своє розуміння вчення даосів — даосизму. Коли йому виповнилося 26 років, помер і його батько.
У 29 років Лі І вступає на державну службу, працює в різних міністерствах. У цей період він також служить учителем у юного принца Сонджо, майбутнього короля, а також бере участь у складанні Анналів правління короля Мьонджона. 1568 року, після вступу на престол короля Сонджо, той посилає Лі І з місією до Імперії Мін. У віці 40 років Лі І, завдяки широким знанням та впливу на короля, стає однією з центральних постатей у політичному житті Кореї. Однак після 1576 року, коли конфлікт між палацовими кліками загострився, а король Сонджо зайняв безкомпромісну позицію щодо низки питань, дипломат Лі І зрозумів, що лавірувати між інтересами різних придворних груп йому стає все важче. Після страти обвинуваченого його попередника, радника Чжу Хвана, Лі І йде у відставку і залишає королівський двір, повернувшись до рідного міста. У наступні роки Лі І багато працює викладачем, пише кілька книг, проводить наукові дослідження.
У віці 45 років вчений повертається до столиці та займає низку міністерських постів. У цей період він також пише багато статей про політичне життя сучасного йому суспільства, про мистецтво залагодження складних політичних конфліктів. Однак король Сонджо при вирішенні виниклих невідкладних питань знову вважав за краще діяти силовими методами, всупереч порадам Лі І. Це змусило вченого, щоб уникнути можливих для нього наслідків, знову залишити двір і виїхати. За рік він помер.

## Перекази
За однією з легенд, Лі І побудував біля легкопрохідного броду на річці Імджін дерев'яний павільйон і заповідав своїм спадкоємцям — у разі втечі короля з Сеула за будь-якої небезпеки — підпалити цю будівлю. Таку велику пожежу має бути видно на відстані багатьох кілометрів і це вкаже королю та його супровідникам шлях через річку, щоб позбутися погоні. Так і сталося за кілька років після смерті вченого, під час японсько-корейської Імджинської війни (1592—1598).

## Спадщина
Лі І був не лише вченим-філософом, а й реформатором сучасного йому суспільства. Найцікавішою є його методика пізнання причинності явищ при порівнянні зі вченням іншого визначного неоконфуціанця Кореї XVI століття, Лі Хвана. Попри подібність позицій обох щодо цілої низки питань — насамперед про боротьбу з корупцією, вони мають і суттєві відмінності. У конфуціанстві існує поняття про два полюси: Кі (у широкому значенні — життєва енергія чи реальність) протистоїть чи доповнює Лі (у широкому значенні — основоположні принципи), і навпаки.
- У Лі Хвана Лі (порядок) — найважливіший із полюсів. У Лі І перше місце займає життєва енергія Кі.
- Для Лі Хвана величезну роль у житті й поведінці людини грає залізне дотримання правил і вірність принципам. Як і Лі І, через це він при королівському дворі зазнав численних нападок ворогів і недоброзичливців, був жертвою різних інтриг, внаслідок чого змушений був також піти. На відміну від нього, Лі І діє дипломатично, виявляє гнучкість і йде зі служби добровільно, не потрапивши в немилість до короля, і повертається до нього знову тоді, коли вважає час для себе сприятливішим.
- Лі Хван вважає людей за природою злими та недосконалими, поганими громадянами. Тільки шляхом суворого дотримання принципів при вихованні та застосуванні покарань можна покращити людську природу. Лі І, що виріс у багатому будинку і оточений з народження достатком і материнською любов'ю, в основі своїй вважає людину доброю. Погана поведінка та злочини людей він виводить з їхньої складної життєвої ситуації, потреби та інших лих. Розвернути людей у бік Добра він вважає за можливе шляхом полегшення їхнього життя. У цьому переконанні, мабуть, відбилися ідеї, які він виніс із трирічного вивчення буддизму в горах після смерті матері.
- Лі Хван ставить перше місце принципи, Лі І — ідеали.

Лі також відомий своєю прозорливістю в питаннях зовнішньої політики. Так, він пропонував терміново посилити та збільшити чисельність корейської армії, припускаючи можливий швидкий конфлікт із Японією. Однак усі пропозиції політика в цій галузі королівський двір знехтував. Побоювання Лі І підтвердилися за кілька років після його смерті. Із висадкою японських військ на півдні Кореї почалася найважча для неї Імджинська війна (1592—1598), внаслідок якої Японія спочатку захопила майже всю територію цієї країни.

## Твори
Лі І опублікував 193 свої праці, що вийшли друком 276 разів і згодом були перекладені на шість мов. Найбільш значущі з них:
- «Питання та відповіді про Східне море» (동호문답);
- «Пам'ятка в десяти тисячах слів. Рекомендації до конфуціанського вчення та саморозвитку, та етичні правила для дій уряду» (만언봉사);
- «Найсуттєвіше зі спостережень мудреця. Основи конфуціанської етики, саморозвитку та основ урядового управління» (성학집요)
- «Про секрет, як подолати невігластво. Систематичний посібник для навчання» (格夢要結).

## Пам'ять
- Іменем Лі І названо одну з вулиць у центрі Сеула
- Його портрет поміщено на купюру номіналом 5000 південнокорейських вон.